# Saint-Cyr-en-Bourg
Pour les articles homonymes, voir Saint-Cyr.
Saint-Cyr-en-Bourg est une ancienne commune française située dans le département de Maine-et-Loire, en région Pays de la Loire, devenue le 1er janvier 2019 une commune déléguée de la commune nouvelle de Bellevigne-les-Châteaux.

## Géographie
Commune angevine du Saumurois, Saint-Cyr-en-Bourg se situe au sud des communes de Chacé, Varrains et Saumur, et à l'est de celle du Coudray-Macouard.

## Toponymie
La commune doit pour partie son nom à saint Cyr, jeune martyr chrétien du IVe siècle, fils de sainte Julitte.

## Histoire
Le 1er janvier 2019, elle fusionne avec Brézé et Chacé pour constituer la commune nouvelle de Bellevigne-les-Châteaux.

## Politique et administration

### Administration municipale

#### Administration actuelle
Depuis le 1er janvier 2019, Saint-Cyr-en-Bourg constitue une commune déléguée au sein de la commune nouvelle de Bellevigne-les-Châteaux et dispose d'un maire délégué.
| Période                                  | Période  | Identité           | Étiquette | Qualité  |
| ---------------------------------------- | -------- | ------------------ | --------- | -------- |
| janvier 2019                             | mai 2020 | Dominique Sibileau |           | Retraité |
| mai 2020                                 | en cours | Sylvie Prisset     |           |          |
| Les données manquantes sont à compléter. |          |                    |           |          |

#### Administration ancienne
| Période                                  | Période       | Identité           | Étiquette | Qualité                                                        |
| ---------------------------------------- | ------------- | ------------------ | --------- | -------------------------------------------------------------- |
|                                          | mars 2008     | Pierre Bruneau     |           |                                                                |
| mars 2008                                | décembre 2018 | Dominique Sibileau |           | Retraité, vice-président de la C.A. Saumur Loire Développement |
| Les données manquantes sont à compléter. |               |                    |           |                                                                |

### Intercommunalité
La commune était membre de la communauté d'agglomération de Saumur Loire Développement, elle même membre du syndicat mixte Pays Saumurois.

## Population et société

### Évolution démographique
L'évolution du nombre d'habitants est connue à travers les recensements de la population effectués dans la commune depuis 1793. Pour les communes de moins de 10 000 habitants, une enquête de recensement portant sur toute la population est réalisée tous les cinq ans, les populations de référence des années intermédiaires étant quant à elles estimées par interpolation ou extrapolation. Pour la commune, le premier recensement exhaustif entrant dans le cadre du nouveau dispositif a été réalisé en 2005.

En 2016, la commune comptait 883 habitants, en évolution de −10,08 % par rapport à 2010 (Maine-et-Loire : +2,12 %, France hors Mayotte : +2,11 %).
| 1793 | 1800 | 1806 | 1821 | 1831 | 1836 | 1841 | 1846 | 1851 |
| ---- | ---- | ---- | ---- | ---- | ---- | ---- | ---- | ---- |
| 680  | 717  | 818  | 832  | 842  | 840  | 811  | 861  | 895  |

| 1856 | 1861 | 1866 | 1872 | 1876 | 1881 | 1886 | 1891 | 1896 |
| ---- | ---- | ---- | ---- | ---- | ---- | ---- | ---- | ---- |
| 823  | 844  | 876  | 876  | 843  | 802  | 714  | 749  | 735  |

| 1901 | 1906 | 1911 | 1921 | 1926 | 1931 | 1936 | 1946 | 1954 |
| ---- | ---- | ---- | ---- | ---- | ---- | ---- | ---- | ---- |
| 760  | 770  | 745  | 678  | 667  | 657  | 620  | 622  | 665  |

| 1962 | 1968 | 1975 | 1982  | 1990  | 1999  | 2005  | 2006  | 2010 |
| ---- | ---- | ---- | ----- | ----- | ----- | ----- | ----- | ---- |
| 856  | 737  | 983  | 1 172 | 1 169 | 1 070 | 1 025 | 1 018 | 982  |

| 2015 | 2016 | - | - | - | - | - | - | - |
| ---- | ---- | - | - | - | - | - | - | - |
| 894  | 883  | - | - | - | - | - | - | - |

### Pyramide des âges
La population de la commune est relativement jeune. Le taux de personnes d'un âge supérieur à 60 ans (18 %) est en effet inférieur au taux national (21,8 %) et au taux départemental (21,4 %).
Contrairement aux répartitions nationale et départementale, la population masculine de la commune est supérieure à la population féminine (50,5 % contre 48,7 % au niveau national et 48,9 % au niveau départemental).
La répartition de la population de la commune par tranches d'âge est, en 2008, la suivante :
- 50,5 % d’hommes (0 à 14 ans = 25,3 %, 15 à 29 ans = 14,3 %, 30 à 44 ans = 21,4 %, 45 à 59 ans = 22,2 %, plus de 60 ans = 16,8 %) ;
- 49,5 % de femmes (0 à 14 ans = 20,7 %, 15 à 29 ans = 15 %, 30 à 44 ans = 21,1 %, 45 à 59 ans = 24,1 %, plus de 60 ans = 19,1 %).

| Hommes | Classe d’âge | Femmes |
| ------ | ------------ | ------ |
| 0,2    | 90 ans ou +  | 0,8    |
| 5,4    | 75 à 89 ans  | 7,5    |
| 11,2   | 60 à 74 ans  | 10,8   |
| 22,2   | 45 à 59 ans  | 24,1   |
| 21,4   | 30 à 44 ans  | 21,1   |
| 14,3   | 15 à 29 ans  | 15,0   |
| 25,3   | 0 à 14 ans   | 20,7   |

| Hommes | Classe d’âge | Femmes |
| ------ | ------------ | ------ |
| 0,4    | 90 ans ou +  | 1,1    |
| 6,3    | 75 à 89 ans  | 9,5    |
| 12,1   | 60 à 74 ans  | 13,1   |
| 20,0   | 45 à 59 ans  | 19,4   |
| 20,3   | 30 à 44 ans  | 19,3   |
| 20,2   | 15 à 29 ans  | 18,9   |
| 20,7   | 0 à 14 ans   | 18,7   |

## Économie
Sur 71 établissements présents sur la commune à fin 2010, 37 % relevaient du secteur de l'agriculture (pour une moyenne de 17 % sur le département), 16 % du secteur de l'industrie, 7 % du secteur de la construction, 35 % de celui du commerce et des services et 6 % du secteur de l'administration et de la santé.

## Culture locale et patrimoine

### Lieux et monuments
- Église Saint-Cyr
- Manoir de la Bouchardière